# NGC 683
NGC 683 é uma galáxia espiral (S?) localizada na direcção da constelação de Aries. Possui uma declinação de +11° 42' 07" e uma ascensão recta de 1 horas, 49 minutos e 46,6 segundos.
A galáxia NGC 683 foi descoberta em 17 de Outubro de 1825 por John Herschel.